# 西野友子
西野 友子（にしの ゆうこ、1984年1月19日 - ）は、元テレビせとうち (TSC) のアナウンサー。

## 来歴
岡山県岡山市出身。岡山県立岡山芳泉高等学校、広島修道大学経済科学部卒業。
大学を卒業後、2006年にテレビせとうちに入社。入社から2年間は営業部にいたが、2008年にアナウンサーに転じた。テレビせとうちがアナログ放送を行っていた頃には、アナウンス業務と並行して地上デジタル放送推進大使も務めていた。
2012年5月29日、同月いっぱいでテレビせとうちを退社することを自身のブログで公表した。

## アナウンサー時代の担当番組
- せとうち Life&Biz[4]
- FreePass〜音楽専科〜[4]
- 晴れの国スタジオ[4]
- 千客万来!家族的食堂[2]
- 音映ア〜[2]
- せとうちパレット930 - 水曜・木曜担当[6]